# Cerámica Saramenha

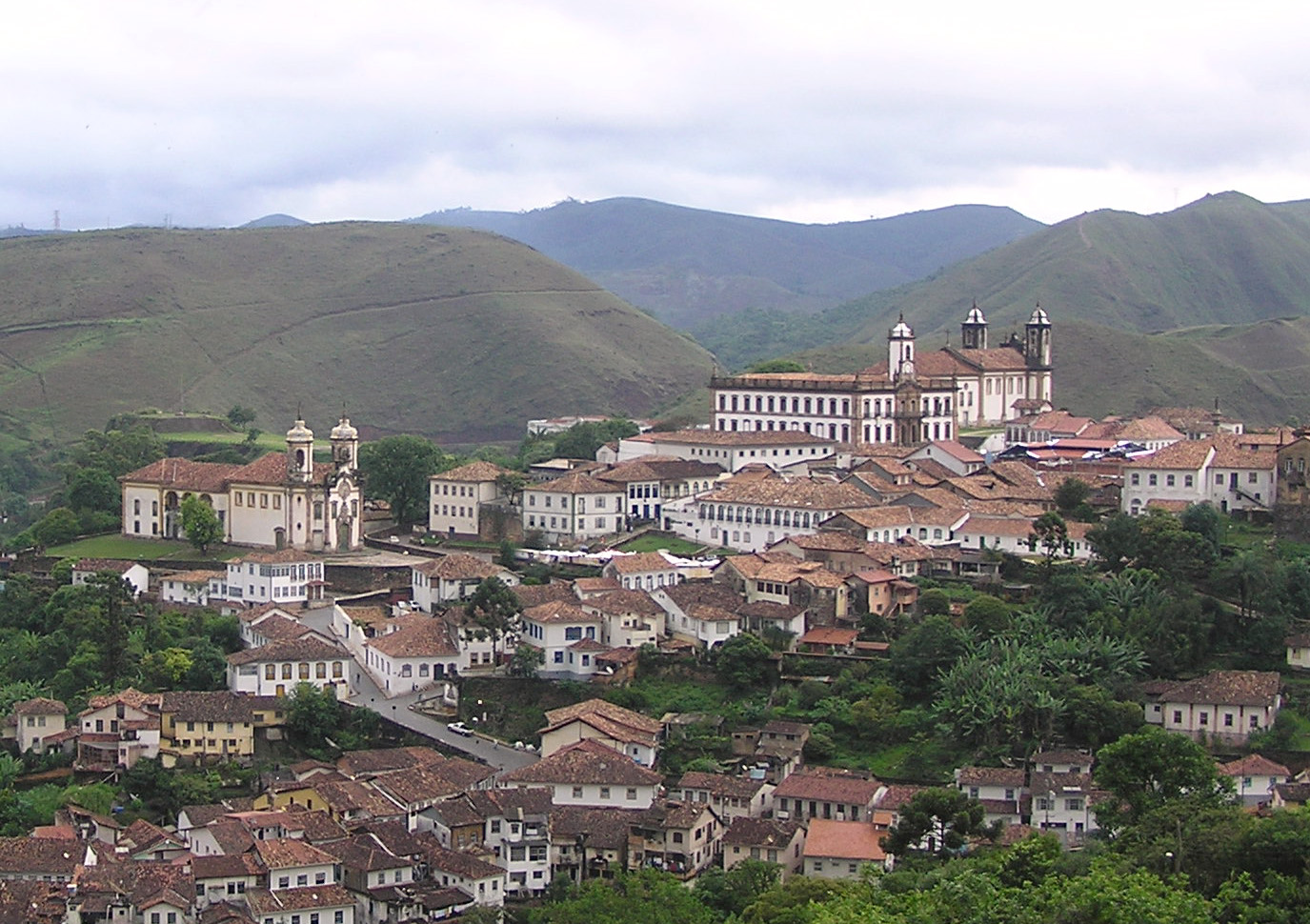
Municipio de Ouro Preto inicio de la cerámica Saramenha.

La cerámica Saramenha es un tipo de cerámica de Portugal que se produce en algunas ciudades brasileñas de Minas Gerais. El origen de la cerámica Saramenha está aceptado que su producción se habría iniciado en el siglo XIX en un lugar conocido como «Chácara Saramenha», de donde toma su nombre, ubicado a tres kilómetros de Ouro Preto.

## Historia
Hay una versión donde se explica que la técnica de vitrificación habría sido traída de Portugal por el padre Viegas e incorporada a la cerámica primitiva producido en Brasil.
Presenta un aspecto burdo, según ya  había sido narrada por el viajante francés Augustin Saint-Hilaire. Un siglo más tarde la cerámica comenzó a ser valorada por los coleccionistas de arte.
Las excavaciones se llevaron a cabo en Ouro Preto, donde se encontraron varias piezas, tales como candelabros, jarras, tazas, palilleros, saleros, lámparas y urinarios. La investigadora del Museo Nacional de Cerámica, Antoniette Fay, reveló en acciones de investigación IPHAN que existe una similitud de estilo con una loza antigua de platos de la región francesa de Beauvais. Desde 1970, se fue revalorizando a nivel internacional después de haber sido mostradas algunas de sus piezas en la Exposición Internacional de Bruselas.

## Características y usos
La técnica de producción de la cerámica Saramenha es la utilización de una arcilla oscura. El aspecto de esmalte cerámico se obtiene por medio de un barniz especial hecho a partir de pigmentos metálicos. Su uso se produce antes de que la pieza vaya al horno por segunda vez.  El recubrimiento sería de óxido de hierro, pero también existe el uso combinado de piedra triturada.
Por el análisis de los inventarios relativos al siglo XIX, en Ouro Preto, hay evidencia de que el uso de las piezas más utilizadas fueron los cacharros de fuego y menos frecuentes los servicios de mesa, pero hoy en día su uso no tiene un destino específico.

## Lugares de producción
En las últimas décadas del siglo XX y principios del XXI, su producción se encuentra en las ciudades de Ouro Preto, el Sabará, Santa Luzia, Mariana, Caeté, Barao de Cocais y Santa Bárbara, pero la elaboración se ha restringido a pocos locales. La elaboración en Ouro Branco en la Casa del Artesano Bitinho, emplea alrededor de 18 artesanos, y está considerada como la única que queda para desarrollar la técnica de esta cerámica.
La escasez en su producción se habría ido generando por la competencia con la cerámica de Inglaterra.